# Catharine Tait

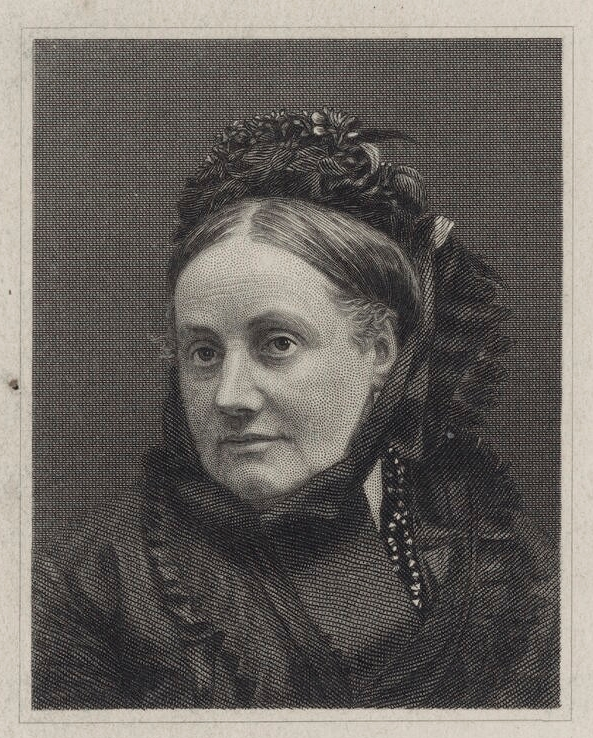
Catharine Tait, Radierung, veröffentlicht 1879

Catharine Tait, geborene Spooner (* 9. Dezember 1819 in Elmdon, Rugby, Warwickshire; † 1. Dezember 1878 in Edinburgh) war eine englisch-britische Philanthropin und Sozialaktivistin.

## Leben
Tait wurde als jüngste Tochter von Anna Maria und William Spooner in Elmdon bei Rugby geboren, wo ihr Vater Rektor war.
Sie hatte Archibald Campbell Tait zunächst abgelehnt, als er sich um die Stelle des Direktors der Rugby School bewarb, weil sie unterschiedliche Überzeugungen wahrnahm. Tait wurde am 28. Juli 1842 ernannt und sie heiratete ihn im selben Jahr. Ihre Beziehung wurde äußerst eng, und ihr religiöses Leben war gegenseitig unterstützend. Er folgte Thomas Arnold nach, enttäuschte aber. Tait versuchte ihn zu unterstützen, half auf eigene Faust den Armen in der Stadt und gründete eine Mädchenschule.
Ihr Ehemann wurde 1849 zum Dean von Carlisle, Cumbria ernannt. Während ihrer Zeit in Carlisle besuchte sie im Rahmen der von ihr wahrgenommenen Pflichten der Ehefrau des Dekans das örtliche Arbeitshaus. Sie brachte ihre Erfahrungen ein, als Louisa Twining die Workhouse Visiting Society mit weiterreichenden Zielen gründete. Twinings Gesellschaft gewann viel an Schwung. Tait besuchte nicht nur das Arbeitshaus, sondern auch die örtliche Schule, wo sie unterrichtete, und sie lud arme Menschen in das Haus des Deans ein.
Im Jahr 1856 starben innerhalb von fünf Wochen fünf ihrer Kinder an Scharlach. Zwei wurden verschont und im Laufe der Zeit kamen zwei weitere Geschwister hinzu.
Nachdem ihr Ehemann Bischof von London geworden war, hatte sie die Idee, eine Ladies Diocesan Association zu gründen, um die Kluft zwischen Arm und Reich zu überbrücken. Sie berücksichtigte die Schwierigkeiten, mit denen Twinings Workhouse Visiting Society konfrontiert war, die 1865 ihre Tätigkeit einstellen musste. Das Bistum hatte reiche und arme Pfarreien. In den armen Pfarreien gab es möglicherweise nicht das Personal, um sich um die Bedürftigsten zu kümmern. Arme Frauen hatten Kinder und mussten Arbeiten, während reiche Frauen Diener und Zeit für Ehrenamt hatten. Taits Idee war es, die Frauen der reichen Pfarreien dazu zu bringen, ihre Zeit in ärmeren Pfarreien zu verbringen, und sie schlug vor, dass aristokratische Frauen eingeladen würden, der Ladies Diocesan Association beizutreten. Die Idee wurde von ihrem Ehemann am 27. Februar 1865 offiziell vorgestellt, aber es war ihre Idee, wie Archibald Tait in seinen Memoiren schrieb.
Während der Choleraepidemie in London von 1866 besuchte sie Krankenhäuser und bot den Opfern vorübergehend Unterkunft. Sie versuchte Heime für die Waisen der Epidemie einzurichten. Sie gründete das St Peter's-Waisenhaus für Mädchen, das fünf Jahre lang in Fulham ansässig war und dann in ein größeres Haus auf der Isle of Thanet, Kent, umzog, das sie selbst gebaut und finanziert hatte. Dazu fügte sie ein Genesungsheim für Frauen und Kinder hinzu. Um die Zukunft des Waisenhauses zu sichern, gründete sie ein Programm, in dem Frauen der Oberschicht jeweils zur Unterstützung eines einzelnen Waisenkindes beitrugen und später als persönliche Mentoren für das Kind fungierten.
Nachdem ihr Ehemann 1869 Erzbischof von Canterbury geworden war, setzte Tait diese Projekte fort und kümmerte sich auch um die Armen in Lambeth: Sie schickte ihnen Lebensmittel, spendete an Wohltätigkeitsorganisationen und veranstaltete jährlich eine Gartenparty für sie.
1878 starb nach langer Krankheit ihr einziger Sohn, Reverend Craufurd Tait. Tait erholte sich nie wirklich von dem Schock. Sie reiste mit ihrem Ehemann und ihren drei Töchtern nach Schottland, um ihre Gesundheit wiederherzustellen, erlitt jedoch eine Gallenkolik und verstarb eine Woche später, am 1. Dezember 1878, in Edinburgh, mit ihrem Ehemann an ihrer Seite. Sie wurde auf dem Friedhof der St Mary's Church in Addington, London, beigesetzt, wo auch ihr Mann beerdigt ist.